# 金井高等学校 (韓国)
金井高等学校（クムジョンこうとうがっこう）は、大韓民国釜山広域市東萊区に所在する公立高等学校。

## 概要
1986年に設立された。自律形公立高等学校および学力伸長学校に指定されており、教育環境は毎年改められている。体育系の部活動としてテコンドー部がある。
校名にもある金井山は、学校の象徴とされている。なお、所在地は金井区ではなく東莱区であるが、金井区は学校設立後の1988年に東莱区から分区したものである。

## 沿革
- 1986年12月 - 36クラス設立。
- 1987年3月5日 - 初代校長就任、入学式（全636名）。
- 1990年2月 - 第一回卒業式（全669名）。
- 1998年10月 - 人性教育律学校指定。
- 1999年11月 - 体育自律学校指定。
- 2005年11月 - 読書教育中心学校指定。
- 2008年3月 - 学力伸長学校指定。
- 2010年3月 - 自律形公立高等学校指定。
- 2012年2月 - 第23回卒業式（全353名）。